# Département Méditerranée
Méditerranée ist ein vormaliges Département des französischen Kaiserreichs. Es wurde am 24. Mai 1808 in Gefolge der Annexion des Königreichs Etrurien errichtet. Hauptstadt war Livorno, mit den Arrondissements Livorno, Volterra, Pisa. 1811 kam Elba als Arrondissement Portoferraio hinzu. Der festländische Teil ging 1814 an die Toskana, die Insel Elba an den Ex-Kaiser Napoléon gemäß dem Vertrag von Fontainebleau.